# 大費爾內爾山
46°26′32″N 11°49′55″E / 46.44222°N 11.83194°E

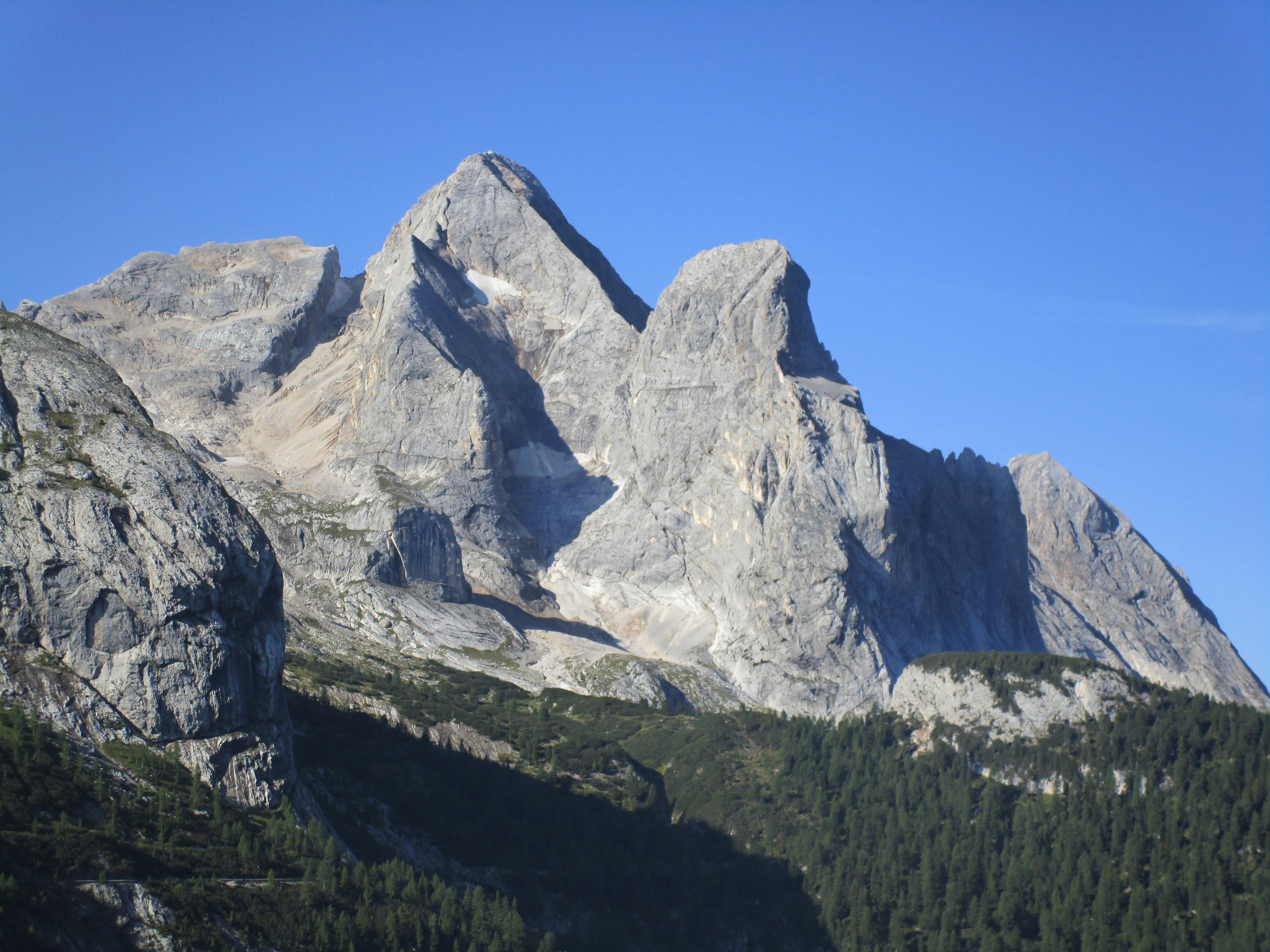

大費爾內爾山（義大利語：Gran Vernel），是意大利的山峰，位於該國東北部，由特倫托自治省負責管轄，屬於多洛米蒂山的一部分，距離馬爾莫拉達山1.3公里，海拔高度3,210米。